# Gouden aandeel
Een gouden aandeel is de figuurlijke benaming voor een bijzonder veto-recht van een specifieke aandeelhouder. In Nederland wordt de benaming gouden aandeel gebruikt voor het vetorecht dat de Nederlandse overheid heeft bij strategische besluiten van de voormalige staatsbedrijven KPN en TPG Post.
Bij de beursgang van KPN (waaruit het huidige KPN en PostNL zijn ontstaan) heeft de overheid een gouden aandeel afgedwongen om de maatschappelijke belangen te dienen, zonder dat zij een meerderheid van de aandelen in het bezit hoeft te houden. Zo kan de overheid besluiten met betrekking tot een vermindering van de kwaliteit van dienstverlening of een ongewenste overname door een ander bedrijf blokkeren. Hiermee wordt voorkomen dat een deel van het land van postbezorging of telecommunicatiediensten verstoken raakt.
Een gouden aandeel is in Europa omstreden. Op 30 juni en 1 juli 2004 stelde de Europese Commissie twee beroepen wegens niet-nakoming in tegen het Koninkrijk der Nederlanden, waarin zij het Hof verzocht vast te stellen dat het Koninkrijk der Nederlanden krachtens de artikelen 56 EG en 43 EG (thans 63 respectievelijk 49 VWEU betreffende het vrij kapitaalverkeer en het vrije recht van vestiging) op hem rustende verplichtingen niet is nagekomen, door sommige bepalingen in de statuten van Koninklijke KPN NV en TPG NV te handhaven, te weten dat het kapitaal van deze vennootschappen een bijzonder aandeel omvat dat in het bezit is van de Nederlandse Staat en dat de staat speciale rechten verleent wat betreft de goedkeuring van bepaalde besluiten die door de bevoegde organen van die ondernemingen zijn genomen. Het Hof wees op 28 september 2006 arrest in de gevoegde zaken en verklaarde voor recht dat Nederland zijn verplichtingen op grond van het vrije kapitaalverkeer en het vrije recht van vestiging niet was nagekomen door gouden aandelen te houden in KPN en TPG. Het beroep op een algemeen belang in het geval van TPG, te weten het in stand houden van een universele postdienst, werd door het Hof verworpen.
In eerdere rechtszaken van de Europese Commissie tegen België, Frankrijk en Portugal had het Europese Hof van Justitie al paal en perk gesteld aan de gouden aandelen. Nationale overheden mogen volgens het Hof niet onbeperkt macht binnen geprivatiseerde bedrijven houden. De regelingen zijn alleen toegestaan indien ze het 'algemeen belang' dienen.